# حزب سبز

نقشه احزاب عضو سبزهای جهانی

حزب سبز (انگلیسی: Green party) یک حزب سیاسی سازمان یافته رسمی است که بر اساس اصول سیاست‌های سبز همچون عدالت اجتماعی، محیط زیست‌گرایی و پرهیز از خشونت شکل گرفته است.
به‌طور معمول، خط‌مشی حزب سبز سیاست‌های اقتصادی سوسیال دموکراسی را دربرگرفته است و ائتلاف‌هایی با سایر احزاب چپ را شکل می‌دهد.
در حدود ۹۰ کشور در دنیا، دارای احزاب سبز هستند که بسیاری از آنها عضو شبکه بین‌المللی سبزهای جهانی می‌باشند.

## تاریخچه
شکل‌گیری احزاب سیاسی که براساس خط‌مشی کارزاری، که به‌طور عمده بر موضوع زیست‌محیطی استوار شده بود، در اوائل دههٔ ۱۹۷۰ در نقاط مختلف جهان صورت پذیرفت. اولین احزاب سیاسی جهان که بر اساس خط‌مشی که به‌طور عمده بر موضوع زیست‌محیطی استوار بود به کارزار پرداختند، گروه متحد تاسمانی از استرالیا و حزب ارزش‌ها از نیوزیلند بودند که گروه متحد تاسمانی در انتخابات ایالتی تاسمانی ۱۹۷۲ در ایالت تاسمانی، استرالیا و حزب ارزش‌ها در نیوزیلند، در انتخابات سراسری نیوزیلند ۱۹۷۲ به رقابت پرداختند.

## احزاب سبز

### آفریقا
در دههٔ ۱۹۸۰ و دههٔ ۱۹۹۰، برخی احزاب سبز ملی در آفریقا شروع به شکل‌گیری کردند ولی آنها اغلب برای افزایش تأثیر گذاری خود باید تلاش بیشتری می‌کردند.